# 平尾和義
平尾 和義（ひらお かずよし、1933年（昭和8年）1月1日 - ）は、日本の畜産学者・獣医師。獣医学博士。専門は獣医学、畜産学。日本家畜人工授精師協会会長 。酪農学園大学名誉教授。元酪農学園大学学長。元学校法人酪農学園理事長。

## 経歴
北海道雨竜郡秩父別町出身。1955年（昭和30年）北海道大学獣医学部卒。同大学院獣医学研究科博士課程修了。北海道大学獣医学部助手・同附属動物病院獣医師。その後、酪農学園大学酪農学部酪農学科助教授。同酪農学部酪農学科教授。1989年酪農学園大学学長に就任（～1997年）。1995年学校法人酪農学園副理事長。1999年学校法人酪農学園理事長。2003年酪農学園大学定年退職。同名誉教授。2007年同理事長退任。

## 受賞歴
- 農林水産大臣賞
- 旭日中綬章（2014年）[2]
- 宇都宮賞 酪農指導の部（平成10年）

## 主著
- 越智勝利企画編纂平尾監修『北海道家畜人工授精半世紀』（北海道家畜人工授精師協会, 1994年）